# Дончо Мирчев
Дончо Иванов (Йованов) Мирчев (на македонска литературна норма: Дончо Јованов Мирчев) е политик от Народна република Македония.

## Биография
Роден е в 1889 година в град Велес, тогава в Османската империя, в семейството на Йован и Мария. Остава рано сирак и е отгледан от вуйчо си. Завършва трети гимназиален клас. Участва в Българската армия в Балканските и Първата световна война.
След войната Мирчев остава в Кралството на сърби, хървати и словенци. Попада под влиянието на леви идеи и в 1919 година става член на Социалистическата работническа партия (комунисти). Заедно с Панко Брашнаров отваря на главната улица във Велес кафенето „1-ви май“, превърнало се в сборен пункт на хора с леви идеи. На първите общински демократични избори през март 1920 година е избран от СРП (к) за кмет на Велес.
На 29 декември 1920 година обаче е приета така наречената Обзнана, с която правителството забранява дейността на комунистическата партия. Една година по-късно в 1921 година е приет и Законът за защита на държавата и Мирчев е освободен от длъжността кмет на Велес. Мирчев заявява, че ще предаде властта само на този, който му я е дал - народа. След 1925 година е подложен на преследване от властите поради нелегална комунистическа дейност и в 1929 година е осъден на 3 години затвор за отпечатване на налегален материал.
След излизането си от затвора работи като откупвач, преработвач и продавач на царевица, брашно, ечемик и други житни култури във Велес. Купува си къща в селото Милино и в нея отваря дюкян, който по време на Втората световна война е база на комунистическите партизани. През юли 1944 година Мирчев и Брашнаров формират Нелегален освободителен комитет, като Мирчев става негов председател.
След изтеглянето на българските войски и установяването на комунистическа власт във Велес, на 9 ноември 1944 година Дончо Мирчев става пръв председател на Народноосвободителния комитет на града (кмет) и остава на длъжността до 1946 година.
След скъсването на отношенията между Тито и Сталин и приемането на Резолюцията на Информбюро за ЮКП през юни 1948 година, в 1950 година Мирчев е изпратен в лагера Голи Оток, където лежи до 1953 година.
Умира във Велес в 1985 година.